# François Konter
Pour les articles homonymes, voir Konter.
François Konter, dit Bitzi Konter, né le 20 février 1934 à Lasauvage au Luxembourg et mort le 29 août 2018, est un footballeur international luxembourgeois devenu entraîneur à l'issue de sa carrière, qui évoluait au poste de défenseur.

## Biographie

### Carrière de joueur
François Konter commence sa carrière au Luxembourg avec l'équipe du Chiers Rodange, où il reste onze saisons. 
Il pose alors son sac en Belgique au sein de l'équipe du RSC Anderlecht, qui évolue en Division 1. Il ne joue toutefois que 20 matchs, en quatre saisons. Il va alors remporter le championnat en 1964, 1965, 1966 et une coupe en 1965.
Il décide alors de rejoindre le RCC Molenbeek qui évoluent en Division 2, où il ne reste qu'une seule saison. 
Il quitte le Crossing Molenbeek pour rejoindre une nouvelle fois la deuxième division en signant avec l'ARA La Gantoise. À la fin de la saison 1967-1968, l'équipe remporte son troisième titre de champion de Belgique de D2, et accédé à la première division belge. 
Il y retrouva en 1969 son ami Johny Léonard. Fait exceptionnel, c'est la première fois, il y a deux joueurs luxembourgeois dans la même équipe en Division 1 belge. Avec ce club, il dispute deux matchs en Coupe de l'UEFA. Il met un terme à sa carrière en 1971.

### Carrière internationale
François Konter compte 77 sélections et 4 buts avec l'équipe du Luxembourg entre 1955 et 1969. 
Il est convoqué pour la première fois en équipe du Luxembourg par le sélectionneur national Nándor Lengyel, pour un match amical contre la Suisse le 9 octobre 1955. Le match se solde par une défaite 4-0 des Luxembourgeois. 
Le 11 novembre 1956, il inscrit son premier but en sélection contre la Suisse, lors d'un match amical. Le match se solde par une victoire 4-1 des Luxembourgeois. 
Il reçoit sa dernière sélection le 23 avril 1969 contre la Bulgarie, lors d'un match des éliminatoires de la Coupe du monde 1970. Le match se solde par une défaite 2-1 des Luxembourgeois. 
À sept reprises, il porte le brassard de capitaine de la sélection luxembourgeoise.

## Palmarès
- Avec le Chiers Rodange
  - Champion du Luxembourg de D2 en 1957 et 1960

- Avec le RSC Anderlecht
  - Champion de Belgique en 1964, 1965 et 1966
  - Vainqueur de la Coupe de Belgique en 1965

- Avec l'ARA La Gantoise
  - Champion de Belgique de D2 en 1968